# Manindra Chandra Nandy
Sir Manindra Chandra Nandy (n. 29 mai 1860, Shyambazar⁠(d), India Britanică, India – d. 12 noiembrie 1929) a fost maharajahul provinciei indiene Cossimbazar din 1898 până în 1929, care s-a remarcat ca filantrop și reformator în perioada Renașterii Bengale.

## Biografie

### Familie
Manindra Chandra Nandy s-a născut la 29 mai 1860 în familia regală din provincia indiană Cossimbazar. Mama lui, Gobinda Sundari (sora rajahului Krishnath Roy), a murit când el avea doi ani, iar tatăl lui a murit când el avea zece ani.
El a devenit maharajahul statului Cossimbazar, la dorința familiei rajahe din Cossimbazar, deoarece Maharani Swarnomoyee, soția rajahului Krishnath Roy, a murit în 1897, fără a avea descendenți direcți de sex masculin în viață.

### Educație
Manindra Chandra a suferit de o boală gravă când avea vârsta de paisprezece ani și nu a mai putut să mai meargă la școală. Deși și-a revenit mai târziu de pe urma bolii, el a studiat la domiciliu și nu a avut parte de o educație formală.

### Căsătorie
S-a căsătorit cu Maharani Kashishwari din Jabagram, Burdwan, la vârsta de șaptesprezece ani. Au avut trei fii și două fiice. Fiul lor cel mai mare, Mohim Chandra Nandy, a murit în anul 1906. Ceilalți doi fii ai săi au fost Srish Chandra Nandy și Kirti Chandra Nandy.

### Funcții deținute
Manindra Chandra a fost președinte al British Indian Association în 1922, 1923 și 1929 și membru al Consiliului Legislativ Imperial din 1913 până în 1921. Nandy a fost președinte al administrației municipale Berhampore și al consiliului districtual Murshidabad. El a fost unul dintre membrii fondatori și mai târziu președinte al Camerei Naționale de Comerț și Industrie a Bengalului. A fost, de asemenea, un membru activ și lider al Hindus Mahasabha.

### Distincții și onoruri
Manindra Chandra a devenit maharajah pe 30 mai 1898. El a fost înnobilat de regele Angliei în 1915, primind titlul de cavaler al Imperiului Britanic. Nandy a fost, de asemenea, licențiat onorific al Universității din Calcutta.

### Contribuția la dezvoltarea educației

#### Colegiul Krishnath
În 1902 Colegiul Berhampore a fost redenumit Colegiul Krishnath pentru a prezerva memoria rajahului Krishnath Roy, unchiul matern al lui Manindra Chandra și soțul lui Maharani Swarnamoyee. În 1905 guvernul Indiei Britanice a încredințat administrarea Colegiului Krishnath lui Manindra Chandra Nandy prin intermediul unui act de transfer. A fost constituit un consiliu de administrație condus de Nandi. Maharajahul a donat anual 45.000 de rupii pentru întreținerea colegiului.

#### Școala Krishnath
Cu ajutorul unei donații de 135.000 de rupii a maharajahului Manindra Chandra Nandy a fost construită o clădire mare a Școlii Krishnath din Berhampore pentru a găzdui 1.200 de studenți anual. Piatra de temelie a fost pusă în 1909, iar școala a fost deschisă în mod oficial în 1911.

#### Finanțarea unor diferite școli
Manindra Chandra a înființat un liceu de limba engleză cu internat în satul străvechi Mathrun, Burdwan, printr-o contribuție de 50.000 de rupii. El a susținut școlile din alte sate și a patronat școlile pentru copiii cu dizabilități din Calcutta.

#### Finanțarea unor diferite colegii
Nandi a contribuit cu 15.000 de rupii pentru construirea noii clădiri a Școlii de Medicină din Calcutta și a Colegiului de Medicină și Chirurgie din Bengal în 1904. El a donat 5.000 de rupii pentru Colegiul din Daulatpur și 50.000 de rupii pentru Colegiul din Rangpur. În 1914 a contribuit cu 5.000 de rupii pentru înființarea Colegiului Medical pentru Femei, a Spitalului pentru Femei și a Institutului de Formare a Asistentelor Medicale din New Delhi. El a finanțat un departament la Universitatea Hindusă din Banaras și un departament de știință în cadrul Institutului de cercetări Sir Jagadish Chandra Bose. A patronat Institutul Tehnic Bengalez, Colegiul Național și Asociația pentru Educația Științifică și Industrială a Indienilor.

### Moartea
Maharajahul a murit pe 12 noiembrie 1929.

## Publicații
El a scris cărțile The Indian Medicinal Plant, A History of Indian Philosophy, Fundamental Unity of India, History of Indian Shipping and Indian Maritime Activity și altele.

## In memoriam
Fiul său, majarajahul Sris Chandra Nandy, a înființat Colegiul Maharajahul Manindra Chandra în memoria tatălui său.